# Polystachya affinis
Polystachya affinis är en orkidéart som beskrevs av John Lindley. Polystachya affinis ingår i släktet Polystachya och familjen orkidéer. Inga underarter finns listade i Catalogue of Life.

## Bildgalleri

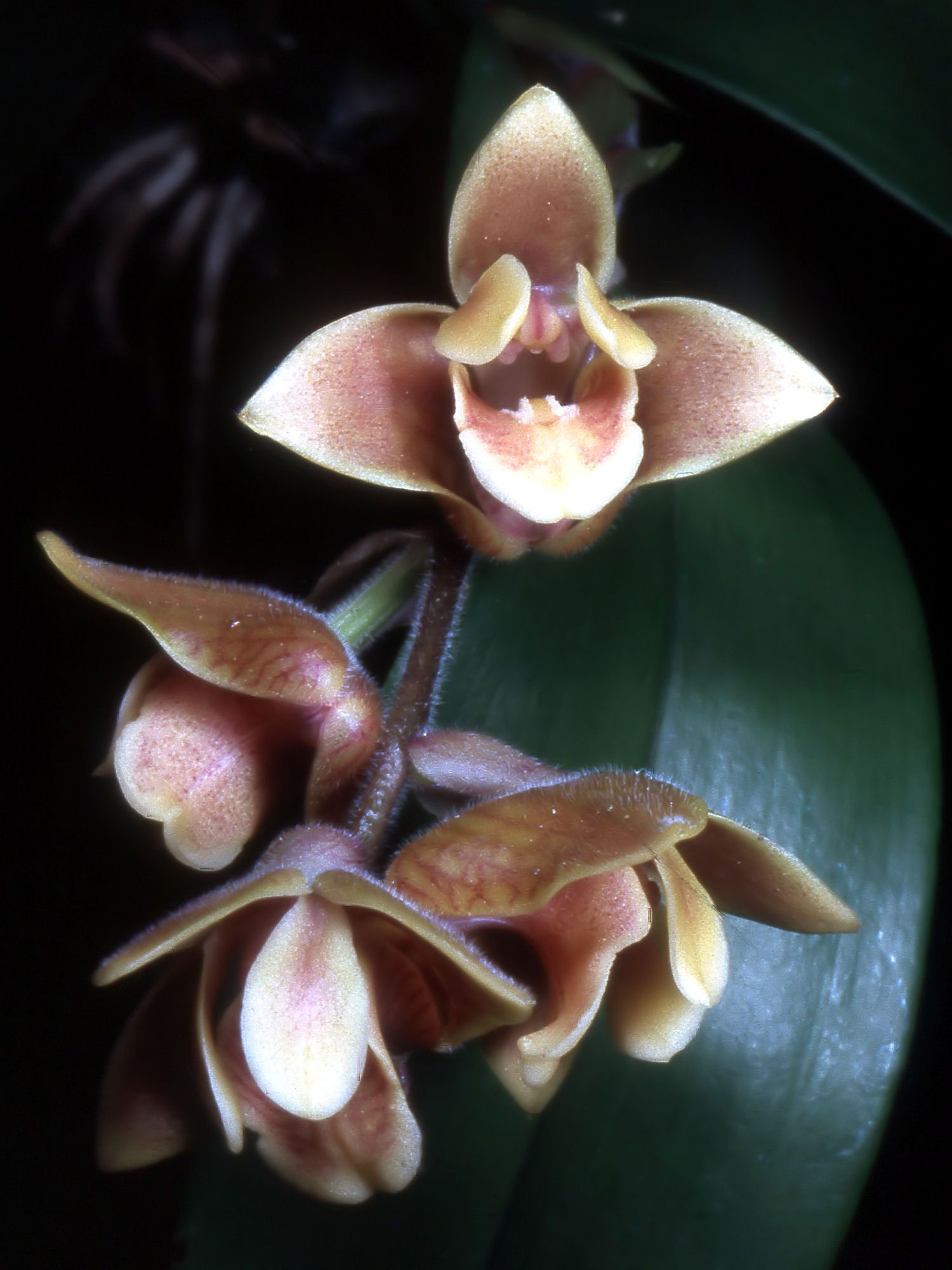